# Parc national du Lac Plechtcheïevo
Le parc national du Lac Plechtcheïevo (en russe : Плещеево озеро (национальный парк), (également, lac Pleshcheyevo ou Pleshcheevo) est un parc national russe créé en 1988. Il couvre le lac Plechtcheïevo et ses environs, et couvre 239 km2. Le lac est très populaire pour les loisirs, et également une zone écologique. C'était une ancienne station de loisirs des tsars. Le lac est situé sur la partie centrale de la plaine d'Europe orientale, à environ 130 km au nord-est de Moscou, dans le bassin de la haute Volga. Sur la rive sud-est se trouve la ville de Pereslavl-Zalesski, dans l'oblast de Iaroslavl.

## Topographie
Le lac lui-même mesure 51 km2 de superficie, il fait 9 km de diamètre, et a 28 km de côtes. Il a 25 mètres de profondeur, mais beaucoup moins autour des rives. L'environnement de la région est marqué par la fonte des glaciers lors de la dernière ère glaciaire, laissant un paysage de type moraine : longues crêtes, vastes zones humides et rivières sinueuses avec, occasionnellement, des collines isolées. On trouve des tourbières et d'autres zones humides, notamment les marais Berendeyevskoye (5 007 hectares).

Limites (en vert foncé) du parc du Lac Pleshtcheïevo, centré sur le lac Pleshtcheïevo. ville de Pereslavl-Zalesski sur la rive sud-est du lac.

## Climat et écorégion
Le climat de Plechtcheïovo est de type continental modéré (classification climatique de Köppen), caractérisé par quatre saisons distinctes, un écart élevé de températures entre l'hiver et l'été, des hivers longs et courts, et des étés chauds et pluvieux. Le sol pendant l'hiver gèle à une profondeur de 1 mètre.
Yaroslavl, Yaroslavl Oblast, Russia
L'écorégion de Plechtcheïovo est « forêts mixtes sarmatiques » (WWF). Cette écorégion est une bande de forêts, de lacs et de zones humides, courant de la mer Baltique jusqu'à l'est de l'Oural. Le couvert forestier est généralement mixte, avec des conifères et des feuillus, mais aussi de grandes zones déboisées sous la pression de l'agriculture. On recense un nombre élevé d'espèces de poissons, mais relativement peu d'espèces endémiques. Des 65 espèces de poissons dans l'ensemble de l'écorégion, 19 sont trouvés dans le lac Plechtcheïovo. Le développement des barrages, des réservoirs et des bassins versants le long de la Volga ont perturbé les sites de frai et favorisé les espèces adaptées à un ralentissement des eaux mouvantes.

## Plantes
Le territoire est partiellement boisé, avec des pins sylvestres, artificiellement introduits le long des rives, l'épinette et le tremble, ainsi que des chênaies. Le parc a enregistré 790 espèces de plantes vasculaires de 93 familles différentes.

## Animaux
Le parc a comptabilisé 300 espèces de vertébrés, dont 60 espèces de mammifères, 210 d'oiseaux, 10 de reptiles et d'amphibiens, 109 d'insectes, et 19 de poissons. Le poisson Corégone « Coregonus albus Pereslavicus » (en russe : « Ryapushka »), corégone d'eau douce de la famille des Salmonidés, est endémique du lac Plechtcheïevo et est peut-être une espèce distincte. Bien qu'endémique, la Ryapushki n'est pas menacée, et est servie fumée comme gourmandise locale. Le Ryapuska a été le sujet d'une action publique du gouvernement russe, concernant sa conservation, lorsqu'une interdiction de la capture des petits corégones a été imposée en 1668.

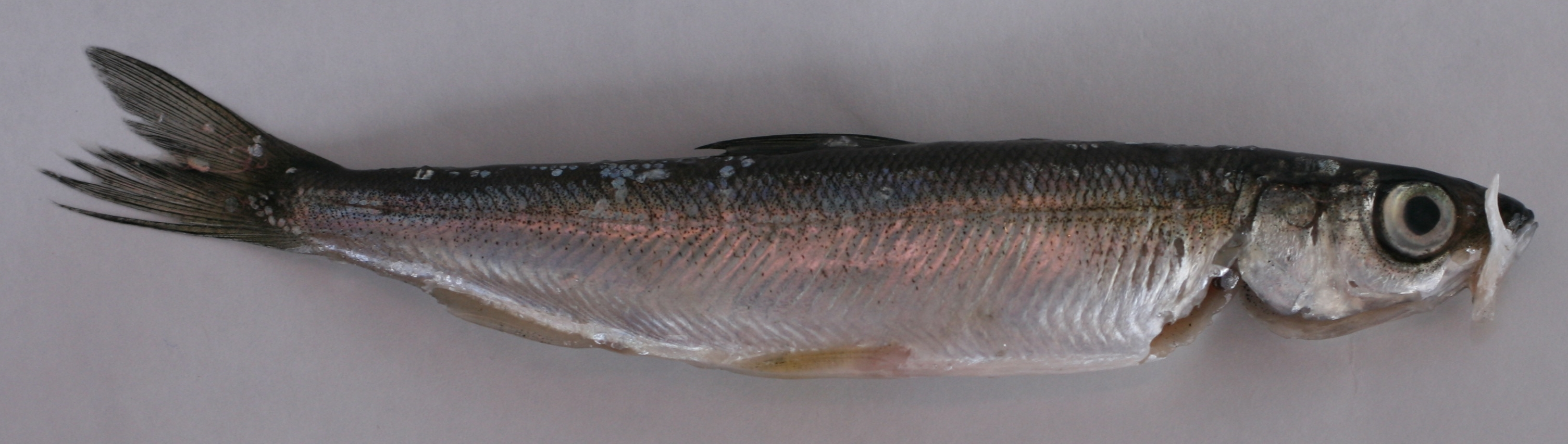
"Ryapushka", Corégone du lac
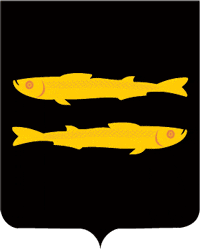
Corégone Ryapushka sur les armoiries de la ville de Pereslavl-Zalesski

## Histoire

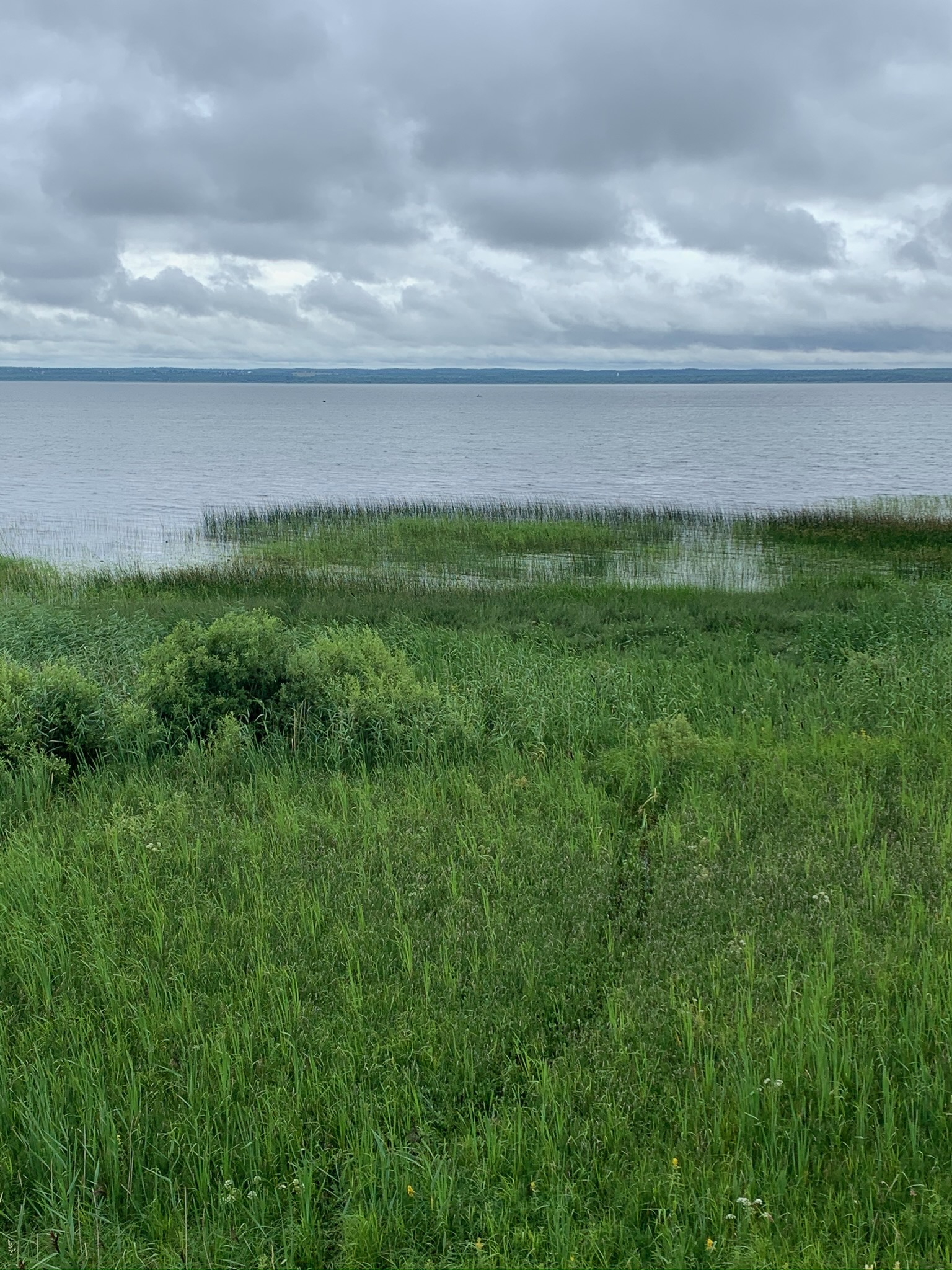
Lac Plestchevo

La région du lac a été habitée depuis des millénaires, et montre l'interaction entre la nature et l'homme. L'ancienne ville de Pereslavl a une grande variété de sites historiques, culturels et des sites naturels. La ville attire des centaines de milliers de visiteurs chaque année, qui visitent ses bâtiments historiques et ses sites.